# 6-Minuten-Gehtest
Der 6-Minuten-Gehtest (auch: Sechs-Minuten-Gehtest; englisch six-minute walk test, 6-MWT) ist ein diagnostisches Mittel in der Kardiologie und Pneumologie, um die Leistungsfähigkeit eines Patienten unterhalb der anaeroben Schwelle abschätzen und im Verlauf kontrollieren zu können. Anwendung findet es vor allem bei schwerer Herzinsuffizienz, Patienten mit pulmonaler Hypertonie sowie bei Lungenerkrankungen wie der chronisch obstruktiven Lungenerkrankung (COPD). Auch zur Kontrolle des Erfolges einer transkoronaren Ablation der Septumhypertrophie (TASH) bei hypertroph-obstruktiver Kardiomyopathie (HOCM) wird er eingesetzt.

## Durchführung
Der Patient geht über sechs Minuten auf ebenen Boden, auf einem Rundkurs oder in einem Flur von mindestens 30 m, da Richtungswechsel das Ergebnis interindividuell verfälschen können. Das Tempo wird vom Patienten selbst vorgegeben mit dem Ziel, der eigenen Leistung entsprechend möglichst weit zu gehen. Pausen und Tempowechsel während dieser Zeit sind erlaubt. Bei nicht standardisiertem Kurs wird der Patient von einer Person begleitet, welche die zurückgelegte Wegstrecke misst.
Der Test kann erweitert werden durch Messung von Blutdruck, Puls und Sauerstoffsättigung oder auch im Rahmen einer Blutgasanalyse sowie durch die Bestimmung von Lactat vor Beginn und am Ende des Tests.

## Auswertung
Zur Bestimmung des Leistungsvermögens im Vergleich zur gesunden Normalbevölkerung kann ein Nomogramm herangezogen werden. Der Normalwert eines Gesunden liegt – in Abhängigkeit vom Trainingszustand, Körpergewicht, Alter und Geschlecht – bei 700–800 m, max. 1000 m; selten schaffen sehr gut Trainierte Distanzen über 1000 Meter. Zur präzisen Bestimmung der Sollleistung eines Gesunden kann folgende Formel verwendet werden:
Männer: {\displaystyle {\text{Gehstrecke nach 6 Minuten}}=(7{,}57\cdot {\text{Größe in cm}})-(5{,}02\cdot {\text{Alter}})-(1{,}76\cdot {\text{Gewicht in kg}})-309m}
Frauen: {\displaystyle {\text{Gehstrecke nach 6 Minuten}}=(2{,}11\cdot {\text{Größe in cm}})-(5{,}78\cdot {\text{Alter}})-(2{,}29\cdot {\text{Gewicht in kg}})+667m}
Zur Kontrolle des Therapieerfolgs werden die Werte vor und nach Beginn der Therapie verglichen.